# چزل
چزل (به فرانسوی: Chezelle) یک کمون (فرانسه) در فرانسه است که در canton of Chantelle واقع شده‌است. چزل ۷٫۳۳ کیلومتر مربع مساحت دارد ۲۸۹ متر بالاتر از سطح دریا واقع شده‌است.